# Kaleb Johnson
Kaleb Johnson, född 19 januari 1888 i Ornunga församling, död 1965 i USA, var en svensk-amerikansk frälsningsofficer, sångförfattare och kompositör. Han emigrerade till USA 1906, där han 1909 utbildades till officer vid Frälsningsarméns krigsskola i Chicago. Han författade omkring 1500 sånger och tonsatte själv de flesta av dem. Fem av hans sånger finns i Frälsningsarméns sångbok 1990 (FA) och ytterligare två i Frälsningsarméns sångbok 1968 (FA:s sångb 1968).

## Sånger
- Fattiga, sorgbundna trälar (text & musik, FA nr. 337 )
- Härligt strålar Guds eviga ljus (text, FA nr. 688)
- Jesus skall komma på himmelens sky (t & m, FA nr. 695)
- O, jag vet ett land bortom havets vreda brus (t & m, FA nr. 703)
- Se uppåt i prövningens timma (t & m, FA:s sångb. 1968 nr. 420)
- Tänk, när striden den sista är vunnen (t & m, FA nr. 712)
- Ungdom i världen, o, sök Guds ljuva frid (t & m, FA:s sångb. 1968 nr. 699)